# ウィスキー・ア・ゴーゴー
ウイスキー・ア・ゴーゴー（英語:Whisky a Go Go）は、アメリカ合衆国カリフォルニア州ウェスト・ハリウッドにあり、サンセット大通り8901番地、サンセット・ストリップに位置するナイトクラブ。アメリカで最初の本格的なディスコであると言われている。ウィスキー・ア・ゴーゴーの正式なつづりは「Whiskey a Go Go」ではなく、画像や公式サイトにもあるように「Whisky a Go Go」が正しい。なお、「Whisky a Go Go」 の名称は、ポール・パシーヌが1947年にフランスのパリに開店したディスコテック「Whisky à Gogo（またはGo-Go）」にあやかっている。

## 沿革
1964年1月11日、シカゴで警察官をしていたエルマー・ヴァレンタインによって設立された。この建物は元々銀行であり、その後「パーティ」という名のクラブに改装されていたが長くは続かなかった。この時ヴァレンタインは弁護士のセオドア・F・フライヤー、広報のシェリー・デイヴィスとフィル・タンジーニらと手を組んでいた。
録音された音楽を流すディスコとして宣伝されたにもかかわらず、ジョニー・リバーズ率いるバンドと彼らの演奏の合間にミニスカートをはいた女性DJが、ステージ右側に吊り下げられた檻でレコードを回すというスタイルでオープンした。リバーズのバンドが演奏している間に女性DJが踊った際に、観客たちはそれが演出の一部であると考え、女性たちが檻の中で踊るゴーゴーダンサーのコンセプトが生まれた。リバーズはその後、一部をウィスキー・ア・ゴーゴーでレコーディングしたアルバム「ライブ・アット・ザ・ウィスキー」をヒットさせ、ここで生まれた「ゴーゴー」は国民を熱狂的な流行の渦へと巻き込んだ。その後ミラクルズが1966年に「ゴーイング・トゥー・ア・ゴーゴー」を発表すると（この曲は1982年にローリング・ストーンズがカバーしている）、ウィスキー・ア・ゴーゴーのフランチャイズ店がアメリカ中に次々と現れた。
1966年、サンセット・ストリップにおいて、度々暴動の中心地となり、名称に含まれている「ウィスキー」という言葉が悪影響を及ぼすと指摘され、名称を変えるよう命じられるなど、ロサンゼルス市から繰り返し注意を受けていた。また「ウィスク?」という名称に変えた時期もあった。
ロサンゼルスにおけるロック・シーンも、このウィスキー・ア・ゴーゴーが創業した際に生まれたものとされており、ロックからパンク、ヘヴィメタルまで多くのミュージックシーンの最前線に立った。
カルフォルニア南部を拠点とする多くのアーティストやバンドのキャリアに、重要な役割を果たしており、ドアーズが自身の曲『ジ・エンド』に登場するエディプスコンプレックスな歌詞でその人気に火がつくまで、バーズ、バッファロー・スプリングフィールド、ラブが常連バンドとして名を連ねた他、ドアーズはしばらくの間クラブの専属バンドを務めた。またフランク・ザッパが「マザーズ・オブ・インベンション」でレコード契約を獲得したのも、このクラブで行ったライブ・パフォーマンスが元である。ジミ・ヘンドリックスはサム・アンド・デイヴが主演を行った際にジャム・セッションを行うため訪れており、オーティス・レディングは自身のアルバム「ライブ・アット・ザ・ウィスキー」を1966年にウィスキー・ア・ゴーゴーでレコーディングした。タートルズはシングル「ハッピー・トゥゲザー」を演奏し大ヒットを記録するが、この曲を編曲したベーシスト、チップ・ダグラスがモンキーズのギタリスト、マイク・ネスミスにモンキーズのプロデューサーにならないかと誘われ、メンバーを一人失うことになってしまった（チップはそれから1年後にプロデューサーとしてタートルズへ戻る）。時折ニール・ダイヤモンドもここでライブを行った。
更にキンクス、ザ・フー、レッド・ツェッペリン、ロキシー・ミュージックやオアシスと、多くのイギリスのバンドがウィスキー・ア・ゴーゴーで主演を行った。1970年代後半には、ウィスキー・ア・ゴーゴーがニュー・ウェイヴの台頭やパンク・ロック・ムーヴメントの中心となり、ラモーンズ、ディクテイターズ、ミスフィッツ、ブロンディ、トーキング・ヘッズ、エルヴィス・コステロ、XTC、ジャムらが上演する中、ジャームズ（ウィスキー・ア・ゴーゴーでアルバムを収録）、ランナウェイズ、X、モトリー・クルー、ヴァン・ヘイレンなど、様々な地元のバンドが頻繁に演奏を行った。
しかし、パンク・ロックの流行が衰えた際に苦境を迎え、1982年に閉鎖を余儀なくされた。その後1986年に、興行者やバンドが借りることのできる場として営業を再開した。内部に設けられた少数のブースは区分けされたままであったが、内部のほとんどは観客達が立って演奏を聴かなければならない程、むきだしで椅子のない空間へと改装された。こうして国内の不況に反して、ガンズ・アンド・ローゼズやメタリカを含む多くのハードロック、メタルバンドを、1980年代中に輩出する事となった。
1990年代初頭には、サウンドガーデン、ニルヴァーナ、マッドハニー、メルヴィンズ、7イヤー・ビッチを含み、後に「グランジのゴッドファーザー」という肩書きを与えられる、シアトルを拠点とした多くのミュージシャン達がライブを行っている。

## 参考
以下は翻訳元の英語版（w:en:Whisky a Go Go）からの参考リンクである。
- ウィスキー・ア・ゴーゴー公式サイト、ホーム（英語）
- ウィスキー・ア・ゴーゴーの歴史（英語）